# Tomba dei giganti di Li Lolghi
La tomba dei giganti di Li Lolghi si trova ad Arzachena, in provincia della Gallura Nord-Est Sardegna.

## Descrizione
La tomba venne costruita in più fasi, analogamente ad altri simili edifici del territorio gallurese. La prima fase costruttiva è databile alla prima età del bronzo, durante il periodo in cui in Sardegna era diffusa la cultura di Bonnanaro (1800 a.C. circa). All'epoca la tomba doveva apparire come un dolmen a cista, ricoperto da un tumulo.
In epoca nuragica il sito venne riadattato in tomba dei giganti con l'ampliamento della camera funeraria e la realizzazione dell'esedra, composta da 14 lastre in pietra infisse verticalmente nel terreno tra cui spicca la stele centrale, dotata di ingresso e alta quasi 4 metri.

## Scavi
Le campagne di scavo eseguite negli anni sessanta hanno restituito oggetti e ceramiche tipiche della cultura di Bonnanaro e nuragica.

## Galleria d'immagini

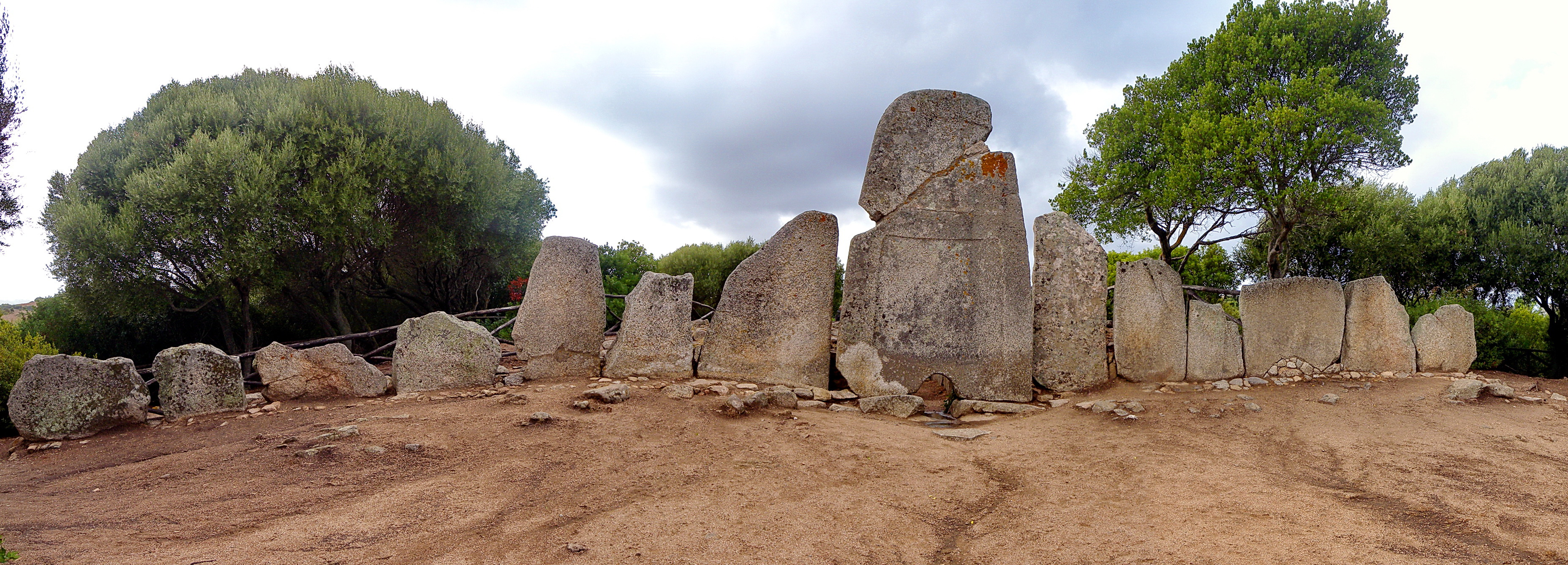
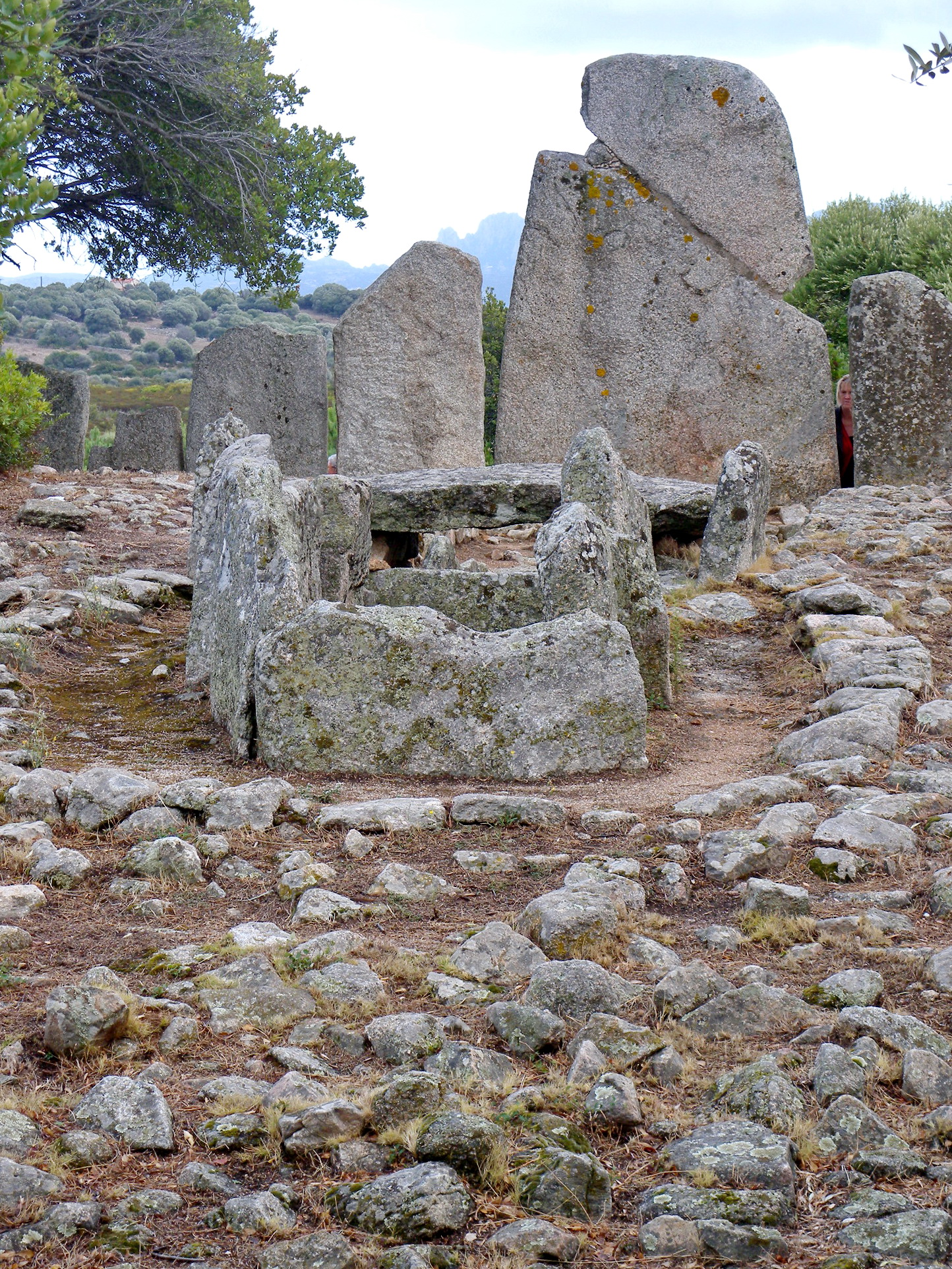
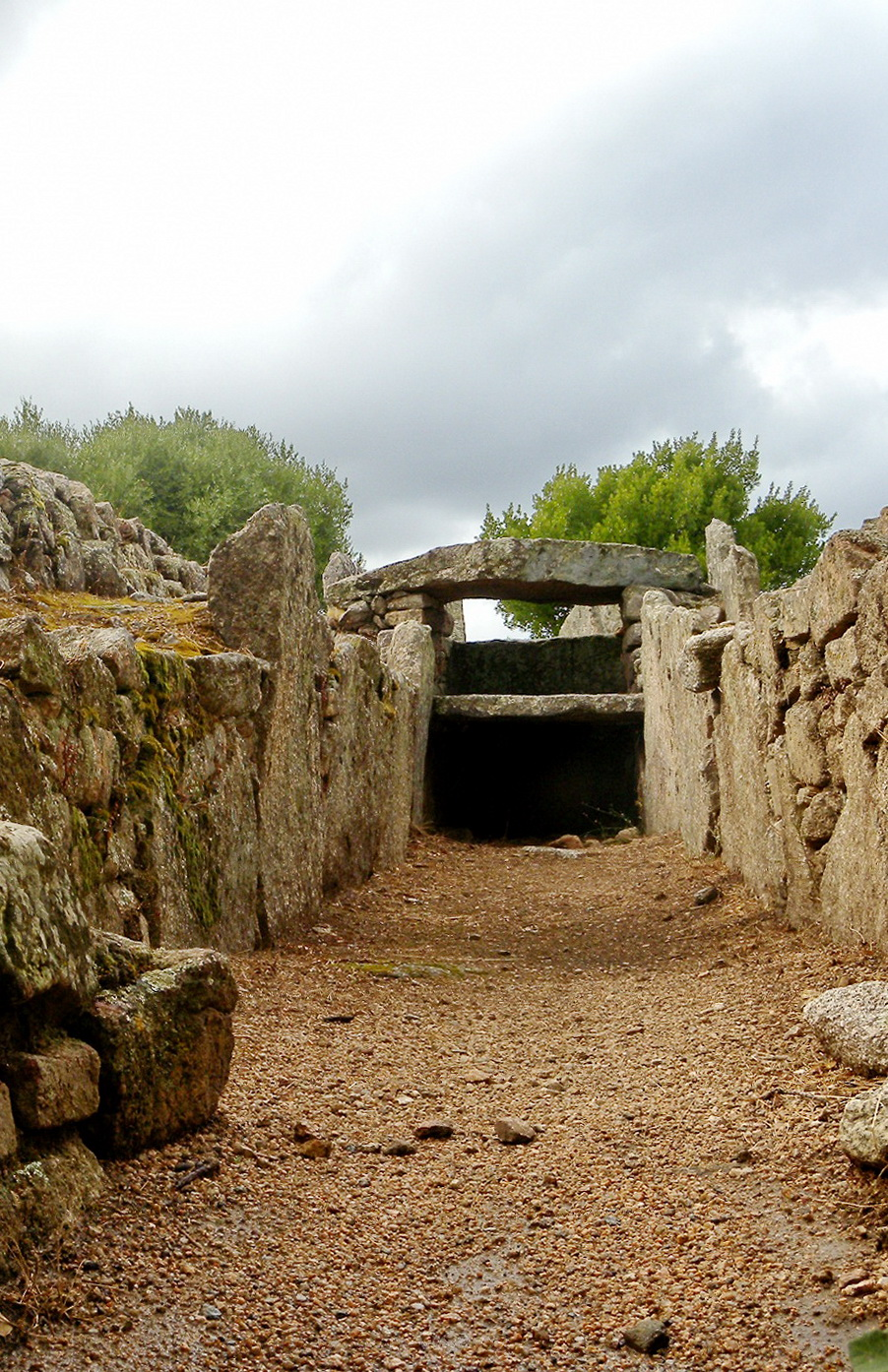